# Valley Gardens (album)
Valley Gardens là một album của Wally phát hành năn 1975, được thu âm tại Morgan Studios, Luân Đôn.

## Danh sách bài hát
| Side One | Side One          | Side One                  | Side One   |
| STT      | Nhan đề           | Sáng tác                  | Thời lượng |
| -------- | ----------------- | ------------------------- | ---------- |
| 1.       | "Valley Gardens"  | Paul Gerrett, Pete Cosker | 9:45       |
| 2.       | "Nez Perce"       | Roy Webber                | 5:05       |
| 3.       | "The Mood I'm In" | Roy Webber                | 7:05       |

| Mặt B | Mặt B | Mặt B      |
| STT   | Nhan đề | Thời lượng |
| ----- | --- | ---------- |
| 1.    | "The Reason Why" - I. "Nolan" (Pete Sage, Roy Webber) - II. "The Charge" (Nick Glennie-Smith, Pete Sage) - III. "Disillusion" (Roy Webber)" | 19:20      |

## Đội ngũ sản xuất
Wally
- Roy Webber – hát chính, guitar acoustic
- Nick Glennie-Smith – organ, hát
- Pete Sage – violin điện, guitar bass, mandolin
- Pete Cosker – guitar acoustic và guitar điện chính, hát, guitar bass
- Paul Middleton – guitar thép có vòng đệm, guitar bass
- Roger Narraway – trống, nhạc cụ gõ

Khách mời
- Ray Wherstein – saxophone
- Jan Glennie Smith – hát
- Madeline Bell – hát

### Nhân sự sản xuất
- Sản xuất âm thanh: Bob Harris, Wally
- Kĩ thuật âm thanh: Paul Tregurtha
- Thu âm: Morgan Studios, Luân Đôn